# Khaled Al-Qahtani
Khaled Ali Nasser Al-Qahtani (Al Kuwait, 16 febbraio 1985) è un calciatore kuwaitiano, difensore dell'Al-Qadsia e della Nazionale kuwaitiana.

## Carriera

### Nazionale
Ha esordito in Nazionale nel 2009.